# Stirling Moss
Stirling Crawford Moss, OBE ,ou mais conhecido como Stirling Moss (Londres, 17 de setembro de 1929 – 12 de abril de 2020) foi um automobilista britânico. Competiu na Fórmula 1 por vários anos e foi por quatro vezes vice-campeão. Filho de Alfred Moss, que terminou em 14º as 500 Milhas de Indianápolis em 1924. É considerado o maior piloto da história a nunca ter conquistado um título da Fórmula Um.

## Carreira

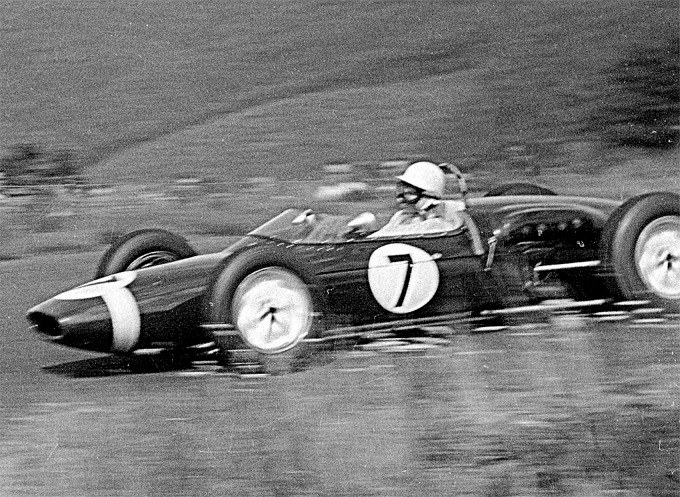
Stirling Moss no Grande Prêmio da Alemanha de 1961.

Moss competiu na chamada era de ouro da Fórmula 1, em que ainda corriam pilotos como Juan Manuel Fangio e Mike Hawthorn.
O piloto britânico é considerado por muitos o melhor piloto a não vencer a Fórmula 1. Ele foi quatro vezes consecutivas vice-campeão mundial, de 1955 a 1958.
Em 1958, uma atitude de desportivismo, em Portugal, viria a impedi-lo de conquistar o título de campeão da F1 no final dessa época. Moss venceu o Grande Prémio de Portugal de 1958, no Porto, mas no final ilibou Mike Hawthorn, que tinha sido desclassificado, por ter feito uma inversão de marcha em plena pista. O testemunho do piloto britânico permitiu que o compatriota terminasse a prova no segundo posto, o suficiente para que, no final da temporada, Hawthorn se sagrasse campeão, com um ponto de vantagem sobre Moss.
Moss venceu 194 de suas 497 corridas entre 1948 e 1962, incluindo 16 grandes prêmios de Fórmula 1 - nenhum outro piloto venceu tanto sem ser campeão. Foi, também, o primeiro britânico a vencer um GP em seu próprio país.
Em 1962 Moss ficou ferido num acidente em Goodwood dirigindo um Lotus. Ficou inconsciente por um mês e paralisado por seis. Recuperou e fez uma tentativa prematura de voltar, mas não se adaptou e decidiu aposentar-se. Continuou a correr com carros históricos. Aposentou-se somente em 2011, aos 81 anos. Foi ordenado Sir em 2000, por serviços prestados ao automobilismo.

## Mille Miglia
Uma de suas corridas mais famosas foi a Mille Miglia — um enduro de 1500 km na Itália — de 1955, em que ele venceu com um tempo recorde de 10 horas e 8 minutos, na frente de Juan Manuel Fangio, que foi o segundo colocado.

## Morte
Moss morreu no dia 12 de abril de 2020 aos 90 anos.

## Estatísticas
| Ano  | Equipe               | Vitórias | Pontos   | Posição final |
| ---- | -------------------- | -------- | -------- | ------------- |
| 1951 | HWM                  | -        | -        | - (33º)       |
| 1952 | HWM, ERA e Connaught | -        | -        | - (71º)       |
| 1953 | Connaught e Cooper   | -        | -        | - (20º)       |
| 1954 | Maserati             | -        | 4,15     | 13º           |
| 1955 | Mercedes             | 1        | 23       | Vice-Campeão  |
| 1956 | Maserati             | 2        | 271 (28) | Vice-Campeão  |
| 1957 | Maserati e Vanwall   | 3        | 25       | Vice-Campeão  |
| 1958 | Cooper e Vanwall     | 4        | 41       | Vice-Campeão  |
| 1959 | Cooper e BRM         | 2        | 25,5     | 3º            |
| 1960 | Cooper e Lotus       | 2        | 19       | 3º            |
| 1961 | Lotus e Ferguson     | 2        | 21       | 3º            |

## Resultados na Fórmula 1
(Legenda: Corridas em negrito indica pole position e corridas em itálico indica volta mais rápida)
| Temporada | Equipe                     | Chassis        | Motor              | 1         | 2         | 3         | 4         | 5          | 6         | 7         | 8         | 9         | 10        | 11       | Pontos   | Posição  |
| --------- | -------------------------- | -------------- | ------------------ | --------- | --------- | --------- | --------- | ---------- | --------- | --------- | --------- | --------- | --------- | -------- | -------- | -------- |
| 1951      | HW Motors                  | HWM 51         | Alta L4c           | SUI 8º D  |           |           |           |            |           |           |           |           |           |          | 0        | NC (33º) |
| 1952      | HW Motors                  | HWM 52         | Alta F2 L4         | SUI Ret D |           |           |           |            |           |           |           |           |           |          | 0        | NC (71º) |
| 1952      | ERA Ltd                    | Era G          | Bristol BS1 L6     |           |           | BEL Ret D |           | GBR Ret D  |           | HOL Ret D |           |           |           |          | 0        | NC (71º) |
| 1952      | Connaught Engineering      | Connaught A    | Lea Francis L4     |           |           |           |           |            |           |           | ITA Ret D |           |           |          | 0        | NC (71º) |
| 1953      | Connaught Engineering      | Connaught A    | Lea Francis L4     |           |           | HOL 9º D  |           |            |           |           |           |           |           |          | 0        | NC (20º) |
| 1953      | Cooper Car Company         | Cooper Special | Alta F2 L4         |           |           |           |           | FRA Ret D  | GBR DNA D | ALE 6º D  |           |           |           |          | 0        | NC (20º) |
| 1953      | Cooper Car Company         | Cooper T23     | Alta F2 L4         |           |           |           |           |            |           |           |           | ITA 13º D |           |          | 0        | NC (20º) |
| 1954      | A.E. Moss                  | Maserati 250F  | Maserati M250F1 L6 |           |           | BEL 3º P  |           | GBR Ret2 P | ALE Ret P |           |           |           |           |          | 4.1      | 13º      |
| 1954      | Officine Alfieri Maserati  | Maserati 250F  | Maserati M250F1 L6 |           |           |           |           |            |           | SUI Ret P | ITA 10º P | ESP Ret P |           |          | 4.1      | 13º      |
| 1955      | Daimler-Benz               | Mercedes W196  | Mercedes M196 L8   | ARG 4º3 C | MON 9º C  |           | BEL 2º C  | HOL 2º C   | GBR 1º C  | ITA Ret C |           |           |           |          | 23       | 2º       |
| 1956      | Officine Alfieri Maserati  | Maserati 250F  | Maserati 250F1 L6  | ARG Ret P | MON 1º P  |           | BEL 3º4 P | FRA 5º4 P  | GBR Ret P | ALE 2º P  | ITA 1º P  |           |           |          | 271 (28) | 2º       |
| 1957      | Officine Alfieri Maserati  | Maserati 250F  | Maserati L6        | ARG 8º P  |           |           |           |            |           |           |           |           |           |          | 25       | 2º       |
| 1957      | Vandervell Products Ltd    | Vanwall VW 5   | Vanwall 254 L4     |           | MON Ret P |           |           | GBR 1º4 P  | ALE 5º P  | PES 1º P  | ITA 1º P  |           |           |          | 25       | 2º       |
| 1958      | RRC Walker Racing Team     | Cooper T43     | Climax L4          | ARG 1º C  |           |           |           |            |           |           |           |           |           |          | 41       | 2º       |
| 1958      | Vandervell Products Ltd    | Vanwall VW     | Vanwall FPF L4     |           | MON Ret D | HOL 1º D  |           | BEL Ret D  | FRA 2º D  | GBR 2º D  | ALE Ret D | POR 1º D  | ITA Ret D | MOR 1º D | 41       | 2º       |
| 1959      | RRC Walker Racing Team     | Cooper T51     | Climax FPF L4      | MON Ret D |           | HOL Ret D |           |            | ALE Ret D | POR 1º D  | ITA 1º D  | EUA Ret D |           |          | 25.5     | 3º       |
| 1959      | British Racing Partnership | BRM P25        | BRM P25 L4         |           |           |           | FRA DSQ D | GBR 2º5 D  |           |           |           |           |           |          | 25.5     | 3º       |
| 1960      | Rob Walker Racing Team     | Cooper T51     | Climax FPF L4      | ARG 3º6 D |           |           |           |            |           |           |           |           |           |          | 19       | 3º       |
| 1960      | Rob Walker Racing Team     | Lotus 18       | Climax FPF L4      |           | MON 1º D  |           | HOL 4º D  | BEL DNS D  |           |           | POR DSQ   |           | EUA 1º D  |          | 19       | 3º       |
| 1961      | RRC Walker Racing Team     | Lotus 18       | Climax FPF L4      | MON 1º D  | HOL 4º D  |           |           |            |           |           |           |           |           |          | 21       | 3º       |
| 1961      | RRC Walker Racing Team     | Lotus 18/21    | Climax FPF L4      |           |           | BEL 8º D  | FRA Ret D | GBR Ret D  | ALE 1º D  |           | EUA Ret D |           |           |          | 21       | 3º       |
| 1961      | RRC Walker Racing Team     | Lotus 21       | Climax FPF L4      |           |           |           |           |            |           | ITA Ret D |           |           |           |          | 21       | 3º       |
| 1961      | RRC Walker Racing Team     | Ferguson P99   | Climax FPF L4      |           |           |           |           | GBR DSQ D  |           |           |           |           |           |          | 21       | 3º       |

- ↑1  Nos descartes
- ↑2  Ele dividiu 1 ponto com 7 pilotos que também fizeram a volta mais rápida no GP da Grã-Bretanha de 1954. Moss marcou 0.1 ponto.
- ↑3  Dividiu os pontos com dois pilotos.
- ↑4  Dividiu os pontos com um piloto.
- ↑5  Ele dividiu 1 ponto com um piloto que também fez a volta mais rápida. Moss marcou 0.5 ponto.
- ↑6  Moss não recebeu os pontos por compartilhar o carro com o francês Maurice Trintignant.

#### Vitórias de Stirling Moss na Fórmula 1
| - Grande Prêmio da Grã-Bretanha de 1955 (Aintree) - Grande Prêmio de Mônaco de 1956 (Monte Carlo) - Grande Prêmio da Itália de 1956 (Monza) - Grande Prêmio da Grã-Bretanha de 1957 (Aintree) - Grande Prêmio de Pescara de 1957 (Pescara) - Grande Prêmio da Itália de 1957 (Monza) - Grande Prêmio da Argentina de 1958 (Buenos Aires) - Grande Prêmio dos Países Baixos de 1958 (Zandvoort) - Grande Prêmio de Portugal de 1958 (Porto) - Grande Prêmio de Marrocos de 1958 (Circuito de Ain-Diab) - Grande Prêmio de Portugal de 1959 (Circuito de Monsanto) - Grande Prêmio da Itália de 1959 (Monza) - Grande Prêmio de Mônaco de 1960 (Monte Carlo) - Grande Prêmio dos EUA de 1960 (Riverside) - Grande Prêmio de Mônaco de 1961 (Monte Carlo) - Grande Prêmio da Alemanha de 1961 (Nürburgring) |

## Vitórias por equipe
Vanwall: 6
Lotus: 4
Cooper: 3
Maserati: 2
Mercedes: 1

## 24 Horas de Le Mans[5]
| Ano  | Classe | N# | Equipe                                               | Co-Pilotos             | Chassis                    | Motor                 | Pneus | Final   | Clas. Pos | Voltas |
| ---- | ------ | -- | ---------------------------------------------------- | ---------------------- | -------------------------- | --------------------- | ----- | ------- | --------- | ------ |
| 1951 | S 5.0  | 22 | Stirling Moss                                        | Jack Fairman           | Jaguar XK-120C             | Jaguar 3.4L I6        | D     | DNF 43º | 12º       | 92     |
| 1952 | S 5.0  | 17 | Jaguar Ltd.                                          | Peter Walker           | Jaguar C-Type              | Jaguar 3.5L I6        | D     | DNF 53º | 11º       | 0      |
| 1953 | S 5.0  | 17 | Jaguar Cars Ltd.                                     | Peter Walker           | Jaguar C-Type              | Jaguar 3.4L I6        | D     | 2º      | 2º        | 300    |
| 1954 | S 5.0  | 12 | Jaguar Cars Ltd.                                     | Peter Walker           | Jaguar D-Type              | Jaguar 3.4L I6        | D     | DNF 37º | 9º        | 92     |
| 1955 | S 3.0  | 19 | Daimler-Benz A.G.                                    | Juan Manuel Fangio     | Mercedes-Benz 300 SLR      | Mercedes-Benz 3.0L I8 | C     | DNF 28º | 4º        | 134    |
| 1956 | S 3.0  | 8  | Aston Martin                                         | Peter Collins          | Aston Martin DB3S          | Aston Martin 2.9L I6  | A     | 2º      | 1º        | 299    |
| 1957 | S 5.0  | 1  | Officine Alfieri Maserati                            | Harry Schell           | Maserati 450S Zagato Coupe | Maserati 4.5L V8      | P     | DNF 47º | 12º       | 32     |
| 1958 | S 3.0  | 2  | David Brown Racing Dept.                             | Austrália Jack Brabham | Aston Martin DBR1/300 C36  | Aston Martin 3.0L I6  | A     | DNF 46º | 19º       | 30     |
| 1959 | S 3.0  | 4  | David Brown Racing Dept.                             | Jack Fairman           | Aston Martin DBR1/300      | Aston Martin 3.0L I6  | A     | DNF 35º | 9º        | 70     |
| 1961 | GT 3.0 | 18 | North American Racing Team R.R.C. Walker Racing Team | Graham Hill            | Ferrari 250GT SWB          | Ferrari 3.0L V12      |       | DNF 39º | 5º        | 121    |